# Aixa del Rey
Aixa del Rey García (Palma de Mallorca, 12 de febrero de 1974) es una arquitecta española componente del estudio Flexoarquitectura. Graduada en arquitectura por la Escuela Técnica Superior de Arquitectura de Barcelona (ETSAB), integrada en la Universidad Politécnica de Cataluña (UPC, Barcelona).
Forma parte, junto a Tomeu Ramis Frontera y Bárbara Vich Arrom el estudio arquitectónico Flexoarquitectura, considerado uno de los 50 mejores estudios arquitectónicos de España.El estudio fue fundado en el año 2002 tras haber colaborado en otros estudios como el de Claus&Kaan (Róterdam), Coll-Leclerc (Barcelona) o el  Víctor Rahola (Barcelona). Como estudio han cosechado premios en diversos concursos y su obra es valorada y ha sido publicada en revistas especializadas como "2G Dossier. Jóvenes arquitectos españoles". También imparten conferencias en universidades (donde también colaboran dando cursos) y han construido bastantes de sus obras, pese a ser un grupo de arquitectos muy joven.

## Premios y reconocimiento
A pesar de ser un estudio de arquitectura joven, Aixa del Rey como integrante de Flexoarquitectura ha recibido diversos premios por su participación en competiciones.
Así podemos destacar:
- 1.er premio en los "Premios de Arquitectura de Menorca 2004-2008"
- 1.er premio en los "Premios de Arquitectura de Mallorca 2007-2011", en la categoría de edificios públicos por su obra en el centro de día y actividades comunitarias, el cual se ubica en la calle Pensament de Palma. Y también ganaron el premio en el apartado de interiorismo y diseño, por su obra de reforma interior del bar Farina, ubicado en el barrio de Sa Gerreria también en Palma.[5][6]
- 1.er premio en el "Ciutat de Palma Premios de Arquitectura 2012"
- 1.er premio en los "premios AJAC IX 2014" [7]